# 774 Armor
Armor (asteroide 774) é um asteroide da cintura principal com um diâmetro de 50,37 quilómetros, a 2,5197234 UA. Possui uma excentricidade de 0,1722192 e um período orbital de 1 939,75 dias (5,31 anos).
Armor tem uma velocidade orbital média de 17,07159089 km/s e uma inclinação de 5,56369º.
Esse asteroide foi descoberto em 19 de Dezembro de 1913 por Charles le Morvan.